# Costa Rica aux Jeux olympiques d'été de 2024
Le Costa Rica participe aux Jeux olympiques de 2024 à Paris. Il s'agit de sa 17e participation à des Jeux olympiques d'été.
L'athlète Gerald Drummond et la cycliste Milagro Mena sont nommés porte-drapeau de la délégation en juillet 2024.

## Nombre d’athlètes qualifiés par sport
Voici la liste des qualifiés et sélectionnés costariciens par sport (remplaçants compris) :
| Sport                                                                               | Hommes | Femmes | Total |
| ----------------------------------------------------------------------------------- | ------ | ------ | ----- |
| Athlétisme                                                                          | 1      | 0      | 1     |
| Cyclisme                                                                            | 0      | 1      | 1     |
| Judo                                                                                | 1      | 0      | 1     |
| Sports aquatiques • Natation sportive • Plongeon • Natation artistique • Water-polo | 1      | 1      | 2     |
| Surf                                                                                | 0      | 1      | 1     |
| Total                                                                               | 3      | 3      | 6     |

## Bilan général
| Sport               | Médaille d'or, Jeux olympiques | Médaille d'argent, Jeux olympiques | Médaille de bronze, Jeux olympiques | Total | Rang pays |
| ------------------- | ------------------------------ | ---------------------------------- | ----------------------------------- | ----- | --------- |
| Athlétisme          |                                |                                    |                                     |       |           |
| Aviron              |                                |                                    |                                     |       |           |
| Badminton           |                                |                                    |                                     |       |           |
| Basket-ball         |                                |                                    |                                     |       |           |
| Boxe                |                                |                                    |                                     |       |           |
| Breakdance          |                                |                                    |                                     |       |           |
| Canoë-kayak         |                                |                                    |                                     |       |           |
| Cyclisme            |                                |                                    |                                     |       |           |
| Équitation          |                                |                                    |                                     |       |           |
| Escalade            |                                |                                    |                                     |       |           |
| Escrime             |                                |                                    |                                     |       |           |
| Football            |                                |                                    |                                     |       |           |
| Golf                |                                |                                    |                                     |       |           |
| Gymnastique         |                                |                                    |                                     |       |           |
| Haltérophilie       |                                |                                    |                                     |       |           |
| Handball            |                                |                                    |                                     |       |           |
| Judo                |                                |                                    |                                     |       |           |
| Lutte               |                                |                                    |                                     |       |           |
| Natation            |                                |                                    |                                     |       |           |
| Natation artistique |                                |                                    |                                     |       |           |
| Pentathlon moderne  |                                |                                    |                                     |       |           |
| Plongeon            |                                |                                    |                                     |       |           |
| Rugby à sept        |                                |                                    |                                     |       |           |
| Skateboard          |                                |                                    |                                     |       |           |
| Surf                |                                |                                    |                                     |       |           |
| Taekwondo           |                                |                                    |                                     |       |           |
| Tennis              |                                |                                    |                                     |       |           |
| Tennis de table     |                                |                                    |                                     |       |           |
| Tir                 |                                |                                    |                                     |       |           |
| Tir à l'arc         |                                |                                    |                                     |       |           |
| Triathlon           |                                |                                    |                                     |       |           |
| Voile               |                                |                                    |                                     |       |           |
| Volley-Ball         |                                |                                    |                                     |       |           |
| Water-polo          |                                |                                    |                                     |       |           |
| Total               |                                |                                    |                                     |       |           |

| Jour       | Médaille d'or, Jeux olympiques | Médaille d'argent, Jeux olympiques | Médaille de bronze, Jeux olympiques | Total |
| ---------- | ------------------------------ | ---------------------------------- | ----------------------------------- | ----- |
| 26 juillet |                                |                                    |                                     |       |
| 27 juillet |                                |                                    |                                     |       |
| 28 juillet |                                |                                    |                                     |       |
| 29 juillet |                                |                                    |                                     |       |
| 30 juillet |                                |                                    |                                     |       |
| 31 juillet |                                |                                    |                                     |       |
| 1er août   |                                |                                    |                                     |       |
| 2 août     |                                |                                    |                                     |       |
| 3 août     |                                |                                    |                                     |       |
| 4 août     |                                |                                    |                                     |       |
| 5 août     |                                |                                    |                                     |       |
| 6 août     |                                |                                    |                                     |       |
| 7 août     |                                |                                    |                                     |       |
| 8 août     |                                |                                    |                                     |       |
| 9 août     |                                |                                    |                                     |       |
| 10 août    |                                |                                    |                                     |       |
| 11 août    |                                |                                    |                                     |       |
| Total      |                                |                                    |                                     |       |

| Sexe   | Médaille d'or, Jeux olympiques | Médaille d'argent, Jeux olympiques | Médaille de bronze, Jeux olympiques | Total |
| ------ | ------------------------------ | ---------------------------------- | ----------------------------------- | ----- |
| Hommes |                                |                                    |                                     |       |
| Femmes |                                |                                    |                                     |       |
| Mixte  |                                |                                    |                                     |       |
| Total  |                                |                                    |                                     |       |

## Médaillés
| Sport | Discipline | Athlète(s) | Performance | Date |
| ----- | ---------- | ---------- | ----------- | ---- |
|       |            |            |             |      |

| Sport | Discipline | Athlète(s) | Performance | Date |
| ----- | ---------- | ---------- | ----------- | ---- |
|       |            |            |             |      |

| Sport | Discipline | Athlète(s) | Performance | Date |
| ----- | ---------- | ---------- | ----------- | ---- |
|       |            |            |             |      |

## Résultats

### Athlétisme

#### Hommes
| Athlètes        | Épreuve     | Premier tour (ou tour préliminaire) | Premier tour (ou tour préliminaire) | Repêchage (ou premier tour) | Repêchage (ou premier tour) | Demi-finales | Demi-finales | Finale | Finale |
| Athlètes        | Épreuve     | Temps                               | Rang                                | Temps                       | Rang                        | Temps        | Rang         | Temps  | Rang   |
| --------------- | ----------- | ----------------------------------- | ----------------------------------- | --------------------------- | --------------------------- | ------------ | ------------ | ------ | ------ |
| Gerald Drummond | 400 m haies | 48 s 80                             | 7e                                  | 48 s 78                     | 2e                          |              | e            |        | e      |

### Cyclisme

#### Route
| Athlète      | Compétition     | Temps | Rang |
| ------------ | --------------- | ----- | ---- |
| Milagro Mena | Course en ligne | DNF   | 86e  |

### Judo
| Athlète          | Compétition    | 1er tour            | 2e tour             | Quart de finale     | Demi-finale         | Repêchage           | Finale / CB         | Rang |
| Athlète          | Compétition    | Adversaire Résultat | Adversaire Résultat | Adversaire Résultat | Adversaire Résultat | Adversaire Résultat | Adversaire Résultat | Rang |
| ---------------- | -------------- | ------------------- | ------------------- | ------------------- | ------------------- | ------------------- | ------------------- | ---- |
| Sebastián Sancho | Moins de 60 kg | Michel Augusto      | éliminé             | éliminé             | éliminé             | éliminé             | éliminé             | 17e  |

### Natation
| Athlète      | Épreuve          | Demi-finales | Demi-finales | Finale  | Finale  |
| Athlète      | Épreuve          | Temps        | Rang         | Temps   | Rang    |
| ------------ | ---------------- | ------------ | ------------ | ------- | ------- |
| Alberto Vega | 400 m nage libre | 4 min 3 s 14 | 3e           | éliminé | éliminé |

| Athlète       | Épreuve        | Séries        | Séries | Demi-finales | Demi-finales | Finale  | Finale  |
| Athlète       | Épreuve        | Temps         | Rang   | Temps        | Rang         | Temps   | Rang    |
| ------------- | -------------- | ------------- | ------ | ------------ | ------------ | ------- | ------- |
| Alondra Ortiz | 200 m papillon | 2 min 18 s 56 | 6e     | éliminé      | éliminé      | éliminé | éliminé |

### Surf
| Athlète        | Compétition | 1er tour | 1er tour | 2e tour                      | 2e tour                      | 3e tour  | Quart de finale | Demi-finale         | Finale / MB   | Finale / MB |
| Athlète        | Compétition | Résultat | Rang     | Résultat                     | Rang                         | Résultat | Résultat        | Résultat            | Résultat      | Classement  |
| -------------- | ----------- | -------- | -------- | ---------------------------- | ---------------------------- | -------- | --------------- | ------------------- | ------------- | ----------- |
| Brisa Hennessy | Femmes      | 15,56    | 1er      | qualifié d'office au 3e tour | qualifié d'office au 3e tour |          |                 | Tatiana Weston-Webb | Johanne Defay | 4e          |